# Jean Catelas
Jean Catelas, né le 6 mai 1894 à Puisieux (Pas-de-Calais), mort guillotiné le 24 septembre 1941 à la prison de la Santé (Paris), est un homme politique français, membre du Parti communiste, député de la Somme. Il est exécuté en représailles à l'assassinat d'un officier de la Kriegsmarine, l'aspirant Moser, par le colonel Fabien.

## Biographie
Jean Joseph Catelas est issu d'une famille modeste, septième d'une fratrie de neuf enfants. À douze ans, après avoir obtenu le Certificat d'études primaires, il devient ouvrier bonnetier comme son père. De 1914 à 1918, il participe aux combats de la Grande Guerre dans l'infanterie, obtient plusieurs citations à l'ordre de l'armée et est grièvement blessé. Il est décoré de la Croix de guerre 1914-1918 et de la Médaille militaire.
En 1919, il entre à la Compagnie des chemins de fer du Nord en tant que garde-frein puis fut promu chef de train en 1924. 
Il adhère au Parti communiste en 1920, peu après sa création lors de la scission de la SFIO au Congrès de Tours en décembre 1920. Il est secrétaire du syndicat CGTU des cheminots du Nord de 1922 à 1932.

### Élu du Front populaire
Bon orateur, il est un ardent propagandiste et après avoir échoué aux élections législatives de 1932, il est élu député de la Somme (première circonscription d'Amiens) en 1936 en tant que candidat unique du Front populaire battant, au second tour, le député-maire d'Amiens, Lucien Lecointe, ancien membre de la SFIO, soutenu par la droite. Il entre au comité central du Parti communiste en 1937.
Au Palais Bourbon, il est membre du groupe communiste et se consacre principalement aux sujets touchant à l'hygiène populaire, à la défense de l'enfance, aux classes moyennes et à toutes les questions ouvrières. Il rédige plusieurs rapports sur des opérations électorales et demande, le 5 juin 1936, au nom du Parti communiste - mais sans succès - l'invalidation de Jacques Doriot, député de la Seine qui n'avait obtenu, à Saint-Denis, que 698 suffrages de plus que le candidat communiste Fernand Grenier. Il fait partie des commissions de l'hygiène, de la santé publique, des douanes et conventions commerciales et du commerce et de l'industrie. En 1938, il combat la « régionalisation » des services des assurances sociales et demande le retour à une organisation départementale.

### Membre des Brigades internationales
Jean Catelas est, en France, l'un des  soutiens les plus actifs aux républicains espagnols. Il joue un rôle important auprès d'André Marty dans l'organisation des Brigades internationales lors de la guerre civile d'Espagne. À cette occasion, il participe aux tractations avec le ministre de l'Air Pierre Cot pour obtenir de l'armement. 
Il va fréquemment en Espagne pour évaluer sur place - souvent en première ligne - les besoins de l'armée républicaine. À la veille de la Bataille de l'Ebre, Jean Catelas participe, le 14 juillet 1938, parmi les volontaires français de la brigade « La Marseillaise », à la préparation de l'attaque qui est déclenchée onze jours plus tard. Après la défaite des républicains, il organise l'accueil de réfugiés républicains espagnols et de leur famille, en France, notamment dans le département de la Somme. Il accueillit à Paris en compagnie de Maurice Thorez, Dolores Ibarruri, la Pasionaria.

### Proscrit
Au début de la Seconde Guerre mondiale, il défend le pacte germano-soviétique en 1939 et entre dans la clandestinité, après l'interdiction du Parti communiste le 26 septembre 1939. Il est l'un des rares députés communistes à échapper aux arrestations du début octobre 1939. Il est déchu de son mandat le 21 janvier 1940 et condamné par contumace le 3 avril 1940 par le 3e tribunal militaire de Paris à 5 ans de prison, 5 000 francs d'amende et 5 ans de privation de ses droits civiques et politiques pour reconstitution de ligue dissoute.
En octobre 1939, Jean Catelas participe à la réorganisation clandestine des syndicats de cheminots d'obédience communiste, dissous en septembre 1939. 
En juillet 1940 il préside à Clichy une réunion de la direction clandestine du PCF et organise la mise en œuvre de comités populaires. Il exerce également des responsabilités au quotidien communiste L'Humanité, interdit par le gouvernement et publié clandestinement ainsi qu'à l'hebdomadaire Le Travailleur de la Somme, lui aussi interdit. 
Après l'entrée des Allemands dans Paris le 14 juin 1940, il participe, aux côtés de Maurice Tréand, aux négociations visant à faire reparaître L'Humanité, sans succès. Jean Catelas fait partie de la délégation malgré ses réticences au départ, dans l'espoir d'obtenir la libération des cadres du Parti communiste français, bien qu'étant à titre personnel en désaccord avec cette initiative.
En octobre 1940, suivant la ligne adoptée par le PCF clandestin, il adresse à ses camarades cheminots d'Amiens une lettre pour les inciter à rester groupés dans leur syndicat et à y poursuivre la lutte : « Accrochez-vous, écrivait-il. Restez-y envers et contre tous, pour en refaire contre les traîtres et contre les lâches, votre moyen de défense des revendications et de libération des Français ».
Il est l'un des membres de la direction du Parti communiste clandestin à Paris. Toujours actif, il agit dans l'ombre mais est surveillé par la police.

### Victime de la justice d'exception
Jean Catelas est arrêté le 14 mai 1941 à son domicile clandestin d'Asnières avec son gendre Jean Arrachart, à la suite d'une filature. Le lendemain Gabriel Péri est à son tour appréhendé. Ils sont tous deux incarcérés à la prison de la Santé à Paris.
Les charges retenues contre lui concernent sa « Lettre aux cheminots d'Amiens » du octobre 1940 qui incite à la lutte « contre les traîtres et les lâches » et pour « la défense des revendications et la libération des Français ».
Le 7 septembre 1941, le régime de Vichy créé le « Tribunal d'État », juridiction d'exception comme les Sections spéciales, pour juger les opposants politiques dans l'esprit de collaboration avec les Allemands qui, à la suite de l'attentat du 21 août 1941 contre l'aspirant Moser, réclament l'exécution de six communistes. 
Passant devant le Tribunal d'État, Jean Catelas est condamné à mort le 21 septembre 1941 et guillotiné le 24, à 6h49 du matin, à la prison de la Santé. Il fait preuve jusqu'à ses derniers instants d'une fermeté d'âme et d'un courage qui frappe les bourreaux. Ceux-ci rapportent que Jean Catelas gravit l'échafaud, dressé dans la cour de la Santé, en chantant La Marseillaise, qu'il jeta lui-même sa tête sous la lame en criant : « Vive la France ». Il avait 47 ans.

### Fidélité au héros

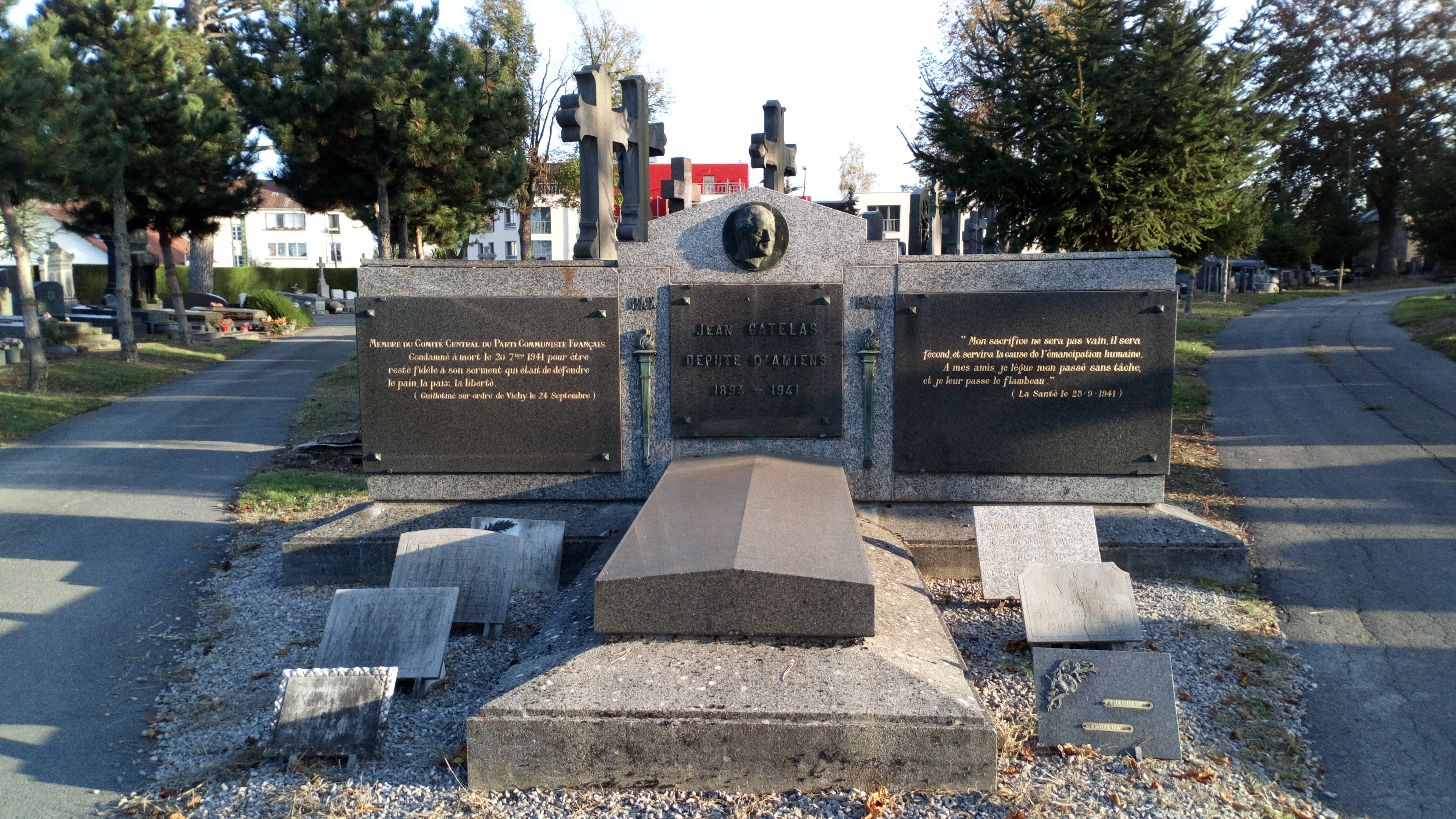
Sépulture au cimetière Saint-Acheul.

- Le Préfet de la Somme dans son rapport au Ministre de l'Intérieur fait mention de la vive émotion suscitée par l'exécution de Jean Catelas; il écrit : « Des tracts communistes continuent à être distribués. En particulier, à l'annonce dans la presse que l'ancien député communiste d'Amiens, Jean Catelas avait été condamné à mort par le Tribunal d'État siégeant à Paris, un tract intitulé: "Sauvez Jean Catelas" […] a été distribué à Amiens. Il est à noter que l'exécution de l'ancien député d'Amiens, membre du Comité central du P.C.F., animateur de toute la propagande clandestine jusqu'à son arrestation, a produit une grande émotion dans les milieux ouvriers et en particulier parmi les travailleurs de la SNCF[…] ».

- L'exécution de Jean Catelas condamné par la justice de Vichy, le souvenir de son combat et de son martyre, contribuent à renforcer l'action des mouvements de Résistance dans le département de la Somme.

## Hommage posthume
- Selon Louis Catelas, fils de Jean Catelas, lors du retour à Amiens de son avocat, Maître Thoyot, toutes les locomotives en gare et au dépôt sifflèrent longuement en mémoire du député exécuté.
- Le 1er novembre 1941, un bouquet de fleurs rouges fut déposé au pied du monument aux morts du cimetière militaire Saint-Acheul d'Amiens avec l'inscription :  « A Jean Catelas, député d'Amiens, mort pour la France. »
- Le 11 novembre 1941, la militante communiste et Résistante Renée Cossin déposa une gerbe au monument aux morts d'Amiens, place Foch, à la mémoire de Jean Catelas.
- Le général de Gaulle lui décerna la médaille de la Résistance à titre posthume le 28 décembre 1944, en même temps qu'à Guy Môquet.
- Le 14 octobre 1945, eurent lieu les funérailles de Jean Catelas. Sa dépouille fut inhumée au cimetière Saint-Acheul ancien à Amiens en présence des autorités locales.
- Son acte de décès[4] porte la mention « Mort pour la France ».
- Sur un mur extérieur de la prison de la Santé, a été apposée une plaque commémorative sur laquelle est gravé le nom de dix-huit patriotes antifascistes -dont Jean Catelas- exécutés par le Gouvernement de Vichy.
- Le nom de Jean Catelas a été donné à une voie publique dans plusieurs communes du département de la Somme: Ailly-sur-Somme, Albert, Amiens, Camon, Chaulnes, Corbie, Eppeville, Friville-Escarbotin, La Chaussée-Tirancourt, Longueau, Montdidier, Moreuil, Saint-Ouen, Saint-Sauveur, Saleux, Salouël, Tully, Vignacourt, Ville-le-Marclet, Woincourt… et ailleurs en France à : Aulnoye-Aymeries (Nord), Avignon, Bonneuil-sur-Marne (Val de Marne), Brest, Calais, Chauny (Aisne), Persan (Val d'Oise), Saint-Cyr-l'École (Yvelines), Saint-Denis…